# Sarkhej-Okaf
Sarkhej-Okaf è una suddivisione dell'India, classificata come municipality, di 23.086 abitanti, situata nel distretto di Ahmedabad, nello stato federato del Gujarat. In base al numero di abitanti la città rientra nella classe III (da 20.000 a 49.999 persone).

## Geografia fisica
La città è situata a 22° 58' 60 N e 72° 30' 0 E e ha un'altitudine di 41 m s.l.m..

## Società

### Evoluzione demografica
Al censimento del 2001 la popolazione di Sarkhej-Okaf assommava a 23.086 persone, delle quali 12.088 maschi e 10.998 femmine. I bambini di età inferiore o uguale ai sei anni assommavano a 3.345, dei quali 1.847 maschi e 1.498 femmine. Infine, coloro che erano in grado di saper almeno leggere e scrivere erano 15.099, dei quali 8.910 maschi e 6.189 femmine.